# Hucale
Hucale är en ö i Eritrea. Den ligger i den nordöstra delen av landet, 170 km nordost om huvudstaden Asmara.